# Sindrome di Parsonage-Turner
La sindrome di Parsonage-Turner (detta anche neuropatia brachiale acuta o amiotrofia nevralgica idiopatica) è una sindrome idiopatica che si manifesta con un quadro clinico a eziologia sconosciuta dovuto all'infiammazione del plesso brachiale.
La sindrome prende il nome dai medici Maurice Parsonage e John Turner, che per primi la descrissero.

## Patogenesi
Il meccanismo di insorgenza della sindrome non è noto con precisione, ma sembra esserci una correlazione con alcune infezioni virali, traumi fisici, sforzi intensi o vaccinazioni effettuate da poco.

## Segni e sintomi
La malattia può esordire con un forte dolore alla spalla o al braccio, seguito da debolezza muscolare e intorpidimento. I pazienti con sindrome di Parsonage-Turner avvertono dolore acuto che si irradia dalla spalla alla parte superiore del braccio. I muscoli colpiti diventano deboli e progressivamente si atrofizzano. Nei casi più gravi si arriva alla paralisi completa dell'arto colpito. I nervi più frequentemente interessati provengono dalla radice nervosa delle vertebre cervicali C5 e C6; essi innervano il deltoide, il bicipite brachiale, il sopraspinato, l'infraspinato, che dunque risultano essere i muscoli più frequentemente colpiti.

## Diagnosi
Alcuni esami, come l'elettromiogramma e la risonanza magnetica, possono agevolare la diagnosi di sindrome di Parsonage-Turner.

## Prognosi
La prognosi per i soggetti affetti da amiotrofia nevralgica idiopatica è meno positiva di quanto si pensasse: mentre inizialmente si ipotizzava una guarigione completa dopo 18-24 mesi dall'esordio della sintomatologia, sembra che molti pazienti non recuperino mai del tutto la forza muscolare (il livello dopo il recupero è del 70-80% circa della forza prodotta dal muscolo prima della patologia).